# 1028 Lydina
1028 Lydina è un asteroide della fascia principale del diametro medio di circa 71,38 km. Scoperto nel 1923, presenta un'orbita caratterizzata da un semiasse maggiore pari a 3,3943812 UA e da un'eccentricità di 0,1183900, inclinata di 9,39111° rispetto all'eclittica.
Stanti i suoi parametri orbitali, è considerato un membro della famiglia Cibele di asteroidi.
Il suo nome è in onore di Lidija Il'inična Al'bickaja, la moglie dello scopritore.